# Адам Саакян
Адам Саакян (вірм. Ադամ Սահակյան, 19 серпня 1996 року, Єреван — 2 квітня 2016, Джракан) — сержант ЗС Вірменії та армії оборони Нагірного Карабаху.

## Молодість
Народився в родині журналіста і режисера Гаяне Антанян і Хачатура Саакяна. У нього є старший брат Мушег Саакян. Навчався у середній школі №114 з 2002 по 2013 роки. У 2013 році вступив на відділення архітектурного дизайну Єреванського державного університету архітектури і будівництва Вірменії.
Займався спортом, отримав жовтий пояс карате і займався іншими видами бойових мистецтв, включаючи бокс.

## Військова служба
Саакян почав обов'язкову військову службу за повинністю в лютому 2014 року у військкоматі «Кентрон».
З 26 січня 2015 року призваний в армію. Служив в Нагірно-Карабахській армії. Завдяки високій продуктивності отримав звання сержанта.

## Чотириденна війна
1-2 квітня 2016 року в Нагірному Карабасі відбувалися збройні сутички. Саакян служив у прикордонному батальйоні, вранці 1 квітня зійшов на пост. Адам повідомив старшому лейтенанту Аруцюну Налбандзяну про те, що позиція піддається нападу. У той же час противник намагався прорватися в бойове положення 112, це прикордонні збройні сили, які складаються з 8 чоловік на чолі з Саакяном. Його загін перейшов до кругової оборони. Саакян діяв у відповідності з бойовим чергуванням та через це противник не зміг виграти позицію протягом 4-5 годин. Він помер від серйозних вогнепальних ран на обличчі і тілі.

## Похорон
13 квітня був траур за Саакяном в Єраблурахському військовому Пантеоні. Меморіальна церемонія відбулася у церкві Святого Івана Хрестителя в Єревані.

## Почесті
10 квітня 2016 Адам Саакян нагороджений Державною медаллю Нагірно-Карабахської Республіки «Військові заслуги» Указом президента НКР Бако Саакяна.
28 травня 2016 Адам Саакян нагороджений Державною медаллю «Доблесть» Указом Президента Республіки Вірменія Сержа Саргсяна.